# Hráčské statistiky Sereny Williamsové
Serena Williamsová je americká profesionální tenistka, čtyřnásobná olympijská vítězka, jedna z nejlepších hráček historie tenisu, která vyhrála dvacet tři grandslamů ve dvouhře, čtrnáct v ženské čtyřhře a dva ve smíšené čtyřhře. Získala také pět singlových titulů na Turnaji mistryň. Celkově na okruhu WTA Tour vybojovala sedmdesát tři trofejí ve dvouhře a dvacet tři ve čtyřhře. Na finančních odměnách vydělala nejvíce ze všech tenistek historie.

## Finále velkých turnajů

### Finále Grand Slamu

#### Ženská dvouhra: 33 finále (23 výher, 10 proher)
| Stav       | rok  | turnaj              | povrch | soupeřka ve finále   | výsledek           |
| ---------- | ---- | ------------------- | ------ | -------------------- | ------------------ |
| Vítězka    | 1999 | US Open             | tvrdý  | Martina Hingisová    | 6–3, 7–6(7–4)      |
| Finalistka | 2001 | US Open             | tvrdý  | Venus Williamsová    | 6–2, 6–4           |
| Vítězka    | 2002 | French Open         | antuka | Venus Williamsová    | 7–5, 6–3           |
| Vítězka    | 2002 | Wimbledon           | tráva  | Venus Williamsová    | 7–6(7–4), 6–3      |
| Vítězka    | 2002 | US Open (2)         | tvrdý  | Venus Williamsová    | 6–4, 6–3           |
| Vítězka    | 2003 | Australian Open     | tvrdý  | Venus Williamsová    | 7–6(7–4), 3–6, 6–4 |
| Vítězka    | 2003 | Wimbledon (2)       | tráva  | Venus Williamsová    | 4–6, 6–4, 6–2      |
| Finalistka | 2004 | Wimbledon           | tráva  | Maria Šarapovová     | 6–1, 6–4           |
| Vítězka    | 2005 | Australian Open (2) | tvrdý  | Lindsay Davenportová | 2–6, 6–3, 6–0      |
| Vítězka    | 2007 | Australian Open (3) | tvrdý  | Maria Šarapovová     | 6–1, 6–2           |
| Finalistka | 2008 | Wimbledon           | tráva  | Venus Williamsová    | 7–5, 6–4           |
| Vítězka    | 2008 | US Open (3)         | tvrdý  | Jelena Jankovićová   | 6–4, 7–5           |
| Vítězka    | 2009 | Australian Open (4) | tvrdý  | Dinara Safinová      | 6–0, 6–3           |
| Vítězka    | 2009 | Wimbledon (3)       | tráva  | Venus Williamsová    | 7–6(7–3), 6–2      |
| Vítězka    | 2010 | Australian Open (5) | tvrdý  | Justine Heninová     | 6–4, 3–6, 6–2      |
| Vítězka    | 2010 | Wimbledon (4)       | tráva  | Věra Zvonarevová     | 6–3, 6–2           |
| Finalistka | 2011 | US Open             | tvrdý  | Samantha Stosurová   | 6–2, 6–3           |
| Vítězka    | 2012 | Wimbledon (5)       | tvrdý  | Agnieszka Radwańská  | 6–1, 5–7, 6–2      |
| Vítězka    | 2012 | US Open (4)         | tvrdý  | Viktoria Azarenková  | 6–2, 2–6, 7–5      |
| Vítězka    | 2013 | French Open (2)     | antuka | Maria Šarapovová     | 6–4, 6–4           |
| Vítězka    | 2013 | US Open (5)         | tvrdý  | Viktoria Azarenková  | 7–5, 6–7(6–8), 6–1 |
| Vítězka    | 2014 | US Open (6)         | tvrdý  | Caroline Wozniacká   | 6–3, 6–3           |
| Vítězka    | 2015 | Australian Open (6) | tvrdý  | Maria Šarapovová     | 6–3, 7–6(7–5)      |
| Vítězka    | 2015 | French Open (3)     | antuka | Lucie Šafářová       | 6–3, 6–7(2–7), 6–2 |
| Vítězka    | 2015 | Wimbledon (6)       | tráva  | Garbiñe Muguruzaová  | 6–4, 6–4           |
| Finalistka | 2016 | Australian Open     | tvrdý  | Angelique Kerberová  | 4–6, 6–3, 4–6      |
| Finalistka | 2016 | French Open         | antuka | Garbiñe Muguruzaová  | 5–7, 4–6           |
| Vítězka    | 2016 | Wimbledon (7)       | tráva  | Angelique Kerberová  | 7–5, 6–3           |
| Vítězka    | 2017 | Australian Open     | tvrdý  | Venus Williamsová    | 6–4, 6–4           |
| Finalistka | 2018 | Wimbledon           | tráva  | Angelique Kerberová  | 3–6, 3–6           |
| Finalistka | 2018 | US Open             | tvrdý  | Naomi Ósakaová       | 2–6, 4–6           |
| Finalistka | 2019 | Wimbledon           | tráva  | Simona Halepová      | 2–6, 2–6           |
| Finalistka | 2019 | US Open             | tvrdý  | Bianca Andreescuová  | 3–6, 5–7           |

#### Ženská čtyřhra: 14 finále (14 výher)
| Stav    | rok  | turnaj              | povrch | spoluhráčka       | soupeřky ve finále                          | výsledek           |
| ------- | ---- | ------------------- | ------ | ----------------- | ------------------------------------------- | ------------------ |
| Vítězka | 1999 | French Open         | antuka | Venus Williamsová | Martina Hingisová Anna Kurnikovová          | 6–3, 6–7(2–7), 8–6 |
| Vítězka | 1999 | US Open             | tvrdý  | Venus Williamsová | Chanda Rubinová Sandrine Testudová          | 4–6, 6–1, 6–4      |
| Vítězka | 2000 | Wimbledon           | tráva  | Venus Williamsová | Julie Halardová-Decugisová Ai Sugijamová    | 6–3, 6–2           |
| Vítězka | 2001 | Australian Open     | tvrdý  | Venus Williamsová | Lindsay Davenportová Corina Morariuová      | 6–2, 2–6, 6–4      |
| Vítězka | 2002 | Wimbledon (2)       | tráva  | Venus Williamsová | Virginia Ruanová Pascualová Paola Suárezová | 6–2, 7–5           |
| Vítězka | 2003 | Australian Open (2) | tvrdý  | Venus Williamsová | Virginia Ruanová Pascualová Paola Suárezová | 4–6, 6–4, 6–3      |
| Vítězka | 2008 | Wimbledon (3)       | tráva  | Venus Williamsová | Lisa Raymondová Samantha Stosurová          | 6–2, 6–2           |
| Vítězka | 2009 | Australian Open (3) | tvrdý  | Venus Williamsová | Daniela Hantuchová Ai Sugijamová            | 6–3, 6–3           |
| Vítězka | 2009 | Wimbledon (4)       | tráva  | Venus Williamsová | Samantha Stosurová Rennae Stubbsová         | 7–6(7–4), 6–4      |
| Vítězka | 2009 | US Open (2)         | tvrdý  | Venus Williamsová | Cara Blacková Liezel Huberová               | 6–2, 6–2           |
| Vítězka | 2010 | Australian Open (4) | tvrdý  | Venus Williamsová | Cara Blacková Liezel Huberová               | 6–4, 6–3           |
| Vítězka | 2010 | French Open (2)     | antuka | Venus Williamsová | Květa Peschkeová Katarina Srebotniková      | 6–2, 6–3           |
| Vítězka | 2012 | Wimbledon (5)       | tráva  | Venus Williamsová | Andrea Hlaváčková Lucie Hradecká            | 7–5, 6–4           |
| Vítězka | 2016 | Wimbledon (6)       | tráva  | Venus Williamsová | Tímea Babosová Jaroslava Švedovová          | 6–3, 6–4           |

#### Smíšená čtyřhra: 4 finále (2 výhry, 2 prohry)
| Stav       | rok  | turnaj          | povrch | spoluhráč  | soupeři ve finále                  | výsledek           |
| ---------- | ---- | --------------- | ------ | ---------- | ---------------------------------- | ------------------ |
| Finalistka | 1998 | French Open     | antuka | Luis Lobo  | Justin Gimelstob Venus Williamsová | 6–4, 6–4           |
| Vítězka    | 1998 | Wimbledon       | tráva  | Max Mirnyj | Mahesh Bhupathi Mirjana Lučićová   | 6–4, 6–4           |
| Vítězka    | 1998 | US Open         | tvrdý  | Max Mirnyj | Patrick Galbraith Lisa Raymondová  | 6–2, 6–2           |
| Finalistka | 1999 | Australian Open | tvrdý  | Max Mirnyj | David Adams Mariaan de Swardovát   | 6–4, 4–6, 7–6(7–5) |

### Turnaj mistryň

#### Dvouhra: 7 finále (5 výher, 2 prohry)
| Stav       | rok  | turnaj      | povrch    | soupeřka ve finále   | výsledek      |
| ---------- | ---- | ----------- | --------- | -------------------- | ------------- |
| Vítězka    | 2001 | Mnichov     | tvrdý (h) | Lindsay Davenportová | bez boje      |
| Finalistka | 2002 | Los Angeles | tvrdý (h) | Kim Clijstersová     | 7–5, 6–3      |
| Finalistka | 2004 | Los Angeles | tvrdý (h) | Maria Šarapovová     | 4–6, 6–2, 6–4 |
| Vítězka    | 2009 | Dauhá       | tvrdý     | Venus Williamsová    | 6–2, 7–6(7–4) |
| Vítězka    | 2012 | Istanbul    | tvrdý (h) | Maria Šarapovová     | 6–4, 6–3      |
| Vítězka    | 2013 | Istanbul    | tvrdý (h) | Li Na                | 2–6, 6–3, 6–0 |
| Vítězka    | 2014 | Singapur    | tvrdý (h) | Simona Halepová      | 6–3, 6–0      |

### Letní olympijské hry

#### Dvouhra: 1 (1 zlatá medaile)
| Stav          | Rok  | Místo konání               | Povrch | Soupeřka ve finále | 'Výsledek |
| ------------- | ---- | -------------------------- | ------ | ------------------ | --------- |
| Zlatá medaile | 2012 | Londýn, Spojené království | tráva  | Maria Šarapovová   | 6–0, 6–1  |

#### Čtyřhra: 3 (3 zlaté medaile)
| Stav          | Rok  | Místo konání               | Povrch | Spoluhráčka       | Soupeřky ve finále                                        | Výsledek |
| ------------- | ---- | -------------------------- | ------ | ----------------- | --------------------------------------------------------- | -------- |
| Zlatá medaile | 2000 | Sydney, Austrálie          | tvrdý  | Venus Williamsová | Kristie Boogertová Miriam Oremansová                      | 6–1, 6–1 |
| Zlatá medaile | 2008 | Peking, Čína               | tvrdý  | Venus Williamsová | Anabel Medinaová Garriguesová Virginia Ruanová Pascualová | 6–2, 6–0 |
| Zlatá medaile | 2012 | Londýn, Spojené království | tráva  | Venus Williamsová | Andrea Hlaváčková Lucie Hradecká                          | 6–4, 6–4 |

## Postavení na žebříčku WTA
| Období na pozici světové jedničky – dvouhra | Období na pozici světové jedničky – dvouhra | Období na pozici světové jedničky – dvouhra | Období na pozici světové jedničky – dvouhra | Období na pozici světové jedničky – dvouhra |
| Č.                                          | Den nástupu                                 | Datum odchodu                               | Počet týdnů                                 |                                             |
| ------------------------------------------- | ------------------------------------------- | ------------------------------------------- | ------------------------------------------- | ------------------------------------------- |
| 1.                                          | 8. června 2002                              | 10. srpna 2003                              | 57                                          |                                             |
| 2.                                          | 8. září 2008                                | 5. října 2008                               | 4                                           |                                             |
| 3.                                          | 2. února 2009                               | 19. dubna 2009                              | 11                                          |                                             |
| 4.                                          | 12. října 2009                              | 25. října 2009                              | 2                                           |                                             |
| 5.                                          | 2. listopadu 2009                           | 10. října 2010                              | 49                                          |                                             |
| 6.                                          | 18. února 2013                              | 11. září 2016                               | 186                                         |                                             |
| 7.                                          | 30. ledna 2017                              | 19. března 2017                             | 7                                           |                                             |
| 8.                                          | 24. dubna 2017                              | 14. května 2017                             | 3                                           |                                             |
| Celkem                                      | Celkem                                      | Celkem                                      | 319                                         |                                             |

| Období na pozici světové jedničky – čtyřhra | Období na pozici světové jedničky – čtyřhra | Období na pozici světové jedničky – čtyřhra | Období na pozici světové jedničky – čtyřhra | Období na pozici světové jedničky – čtyřhra |
| Č.                                          | Den nástupu                                 | Datum odchodu                               | Počet týdnů                                 |                                             |
| ------------------------------------------- | ------------------------------------------- | ------------------------------------------- | ------------------------------------------- | ------------------------------------------- |
| 1.                                          | 7. června 2010                              | 1. srpna 2010                               | 8                                           |                                             |
| Celkem                                      | Celkem                                      | Celkem                                      | 8                                           |                                             |

## Finálové účasti na okruhu WTA
| Legenda                                                 |
| ------------------------------------------------------- |
| D – dvouhra; Č – čtyřhra                                |
| Grand Slam (23–10 D; 14–0 Č)                            |
| Turnaj mistryň (5–2 D)                                  |
| Grand Slam Cup (1–0 D)                                  |
| Letní olympijské hry (1–0 D; 3–0 Č)                     |
| Tier I / Premier Mandatory & Premier 5 (23–10 D; 2–0 Č) |
| Tier II / Premier (19–3 D; 3–0 Č)                       |
| Tier III, IV & V / International (2–0 D; 1–1 Č)         |

### Dvouhra: 98 finále (73 výher, 25 proher)
| Stav       | č.  | datum              | turnaj                                    | povrch     | soupeřka ve finále         | výsledek            |
| ---------- | --- | ------------------ | ----------------------------------------- | ---------- | -------------------------- | ------------------- |
| Vítězka    | 1.  | 28. února 1999     | Paříž, Francie                            | koberec    | Amélie Mauresmová          | 6–2, 3–6, 7–6(7–4)  |
| Vítězka    | 2.  | 14. března 1999    | Indian Wells, Spojené státy               | tvrdý      | Steffi Grafová             | 6–3, 3–6, 7–5       |
| Finalistka | 1.  | 29. března 1999    | Miami, Spojené státy                      | tvrdý      | Venus Williamsová          | 1–6, 6–4, 4–6       |
| Vítězka    | 3.  | 15. srpna 1999     | Los Angeles, Spojené státy                | tvrdý      | Julie Halardová            | 6–1, 6–4            |
| Vítězka    | 4.  | 12. září 1999      | US Open, New York, Spojené státy          | tvrdý      | Martina Hingisová          | 6–3, 7–6(7–4)       |
| Vítězka    | 5.  | 3. října 1999      | Grand Slam Cup, Mnichov, Německo          | tvrdý      | Venus Williamsová          | 6–1, 3–6, 6–3       |
| Finalistka | 2.  | 13. února 2000     | Paříž, Francie                            | koberec    | Nathalie Tauziatová        | 5–7, 2–6            |
| Vítězka    | 6.  | 21. února 2000     | Hannover, Německo                         | koberec    | Denisa Chládková           | 6–1, 6–1            |
| Vítězka    | 7.  | 13. srpna 2000     | Los Angeles, Spojené státy                | tvrdý      | Lindsay Davenportová       | 4–6, 6–4, 7–6(7–1)  |
| Finalistka | 3.  | 20. srpna 2000     | Montreal, Kanada                          | tvrdý      | Martina Hingisová          | 6–0, 3–6, 0–3 skreč |
| Vítězka    | 8.  | 8. října 2000      | Tokio, Japonsko                           | tvrdý      | Julie Halardová            | 7–5, 6–1            |
| Vítězka    | 9.  | 17. března 2001    | Indian Wells, Spojené státy               | tvrdý      | Kim Clijstersová           | 4–6, 6–4, 6–2       |
| Vítězka    | 10. | 19. srpna 2001     | Toronto, Kanada                           | tvrdý      | Jennifer Capriatiová       | 6–1, 6–7(7–9), 6–3  |
| Finalistka | 4.  | 9. září 2001       | US Open, New York, Spojené státy          | tvrdý      | Venus Williamsová          | 2–6, 4–6            |
| Vítězka    | 11. | 4. listopadu 2001  | Mnichov, Německo                          | tvrdý      | Lindsay Davenportová       | bez boje            |
| Vítězka    | 12. | 3. března 2002     | Scottsdale, Spojené státy                 | tvrdý      | Jennifer Capriatiová       | 6–2, 4–6, 6–4       |
| Vítězka    | 13. | 1. dubna 2002      | Miami, Spojené státy                      | tvrdý      | Jennifer Capriatiová       | 7–5, 7–6(7–4)       |
| Finalistka | 5.  | 12. května 2002    | Berlín, Německo                           | antuka     | Justine Heninová           | 2–6, 6–1, 6–7 (5–7) |
| Vítězka    | 14. | 19. května 2002    | Řím, Itálie                               | antuka     | Justine Heninová           | 7–6(8–6), 6–4       |
| Vítězka    | 15. | 9. června 2002     | French Open, Paříž, Francie               | antuka     | Venus Williamsová          | 7–5, 6–3            |
| Vítězka    | 16. | 7. července 2002   | Wimbledon, Londýn, Spojené království     | tráva      | Venus Williamsová          | 7–6(7–4), 6–3       |
| Vítězka    | 17. | 8. září 2002       | US Open, New York, Spojené státy (2)      | tvrdý      | Venus Williamsová          | 6–4, 6–3            |
| Vítězka    | 18. | 22. září 2002      | Tokio, Japonsko                           | tvrdý      | Kim Clijstersová           | 2–6, 6–3, 6–3       |
| Vítězka    | 19. | 29. září 2002      | Lipsko, Německo                           | koberec    | Anastasija Myskinová       | 6–3, 6–2            |
| Finalistka | 6.  | 11. listopadu 2002 | Los Angeles, Spojené státy                | tvrdý      | Kim Clijstersová           | 5–7, 3–6            |
| Vítězka    | 20. | 26. ledna 2003     | Australian Open, Melbourne, Austrálie     | tvrdý      | Venus Williamsová          | 7–6(7–4), 3–6, 6–4  |
| Vítězka    | 21. | 3. února 2003      | Paříž, Francie                            | koberec    | Amélie Mauresmová          | 6–3, 6–2            |
| Vítězka    | 22. | 29. března 2003    | Miami, Spojené státy (2)                  | tvrdý      | Jennifer Capriatiová       | 4–6, 6–4, 6–1       |
| Finalistka | 7.  | 13. dubna 2003     | Charleston, Spojené státy                 | antuka (z) | Justine Heninová           | 3–6, 4–6            |
| Vítězka    | 23. | 6. července 2003   | Wimbledon, Londýn, Spojené království (2) | tráva      | Venus Williamsová          | 4–6, 6–4, 6–2       |
| Vítězka    | 24. | 4. dubna 2004      | Miami, Spojené státy (3)                  | tvrdý      | Jelena Dementěvová         | 6–1, 6–1            |
| Finalistka | 8.  | 4. července 2004   | Wimbledon, Londýn, Spojené království     | tráva      | Maria Šarapovová           | 1–6, 4–6            |
| Finalistka | 9.  | 25. července 2004  | Los Angeles, Spojené státy                | tvrdý      | Lindsay Davenportová       | 1–6, 3–6            |
| Vítězka    | 25. | 26. září 2004      | Peking, Čína                              | tvrdý      | Světlana Kuzněcovová       | 4–6, 7–5, 6–4       |
| Finalistka | 10. | 15. listopadu 2004 | Los Angeles, Spojené státy                | tvrdý      | Maria Šarapovová           | 6–4, 2–6, 4–6       |
| Vítězka    | 26. | 29. ledna 2005     | Australian Open, Melbourne, Austrálie (2) | tvrdý      | Lindsay Davenportová       | 2–6, 6–3, 6–0       |
| Vítězka    | 27. | 27. ledna 2007     | Australian Open, Melbourne, Austrálie (3) | tvrdý      | Maria Šarapovová           | 6–1, 6–2            |
| Vítězka    | 28. | 3. dubna 2007      | Miami, Spojené státy (4)                  | tvrdý      | Justine Heninová           | 0–6, 7–5, 6–3       |
| Finalistka | 11. | 14. října 2007     | Moskva, Rusko                             | tvrdý      | Jelena Dementěvová         | 7–5, 1–6, 1–6       |
| Vítězka    | 29. | 9. března 2008     | Bangalore, Indie                          | tvrdý      | Patty Schnyderová          | 7–5, 6–3            |
| Vítězka    | 30. | 5. dubna 2008      | Miami, Spojené státy (5)                  | tvrdý      | Jelena Jankovićová         | 6–1, 5–7, 6–3       |
| Vítězka    | 31. | 20. dubna 2008     | Charleston, Spojené státy                 | antuka (z) | Věra Zvonarevová           | 6–4, 3–6, 6–3       |
| Finalistka | 12. | 8. července 2008   | Wimbledon, Londýn, Spojené království     | tráva      | Venus Williamsová          | 5–7, 4–6            |
| Vítězka    | 32. | 8. září 2008       | US Open, New York, Spojené státy (3)      | tvrdý      | Jelena Jankovićová         | 6–4, 7–5            |
| Vítězka    | 33. | 31. ledna 2009     | Australian Open, Melbourne, Austrálie (4) | tvrdý      | Dinara Safinová            | 6–0, 6–3            |
| Finalistka | 13. | 5. dubna 2009      | Miami, Spojené státy (5)                  | tvrdý      | Viktoria Azarenková        | 3–6, 1–6            |
| Vítězka    | 34. | 4. července 2009   | Wimbledon, Londýn, Spojené království (3) | tráva      | Venus Williamsová          | 7–6(7–3), 6–2       |
| Vítězka    | 35. | 1. listopadu 2009  | Turnaj mistryň, Dauhá, Katar (2)          | tvrdý      | Venus Williamsová          | 6–2, 7–6(7–4)       |
| Finalistka | 14. | 15. ledna 2010     | Sydney, Austrálie                         | tvrdý      | Jelena Dementěvová         | 3–6, 2–6            |
| Vítězka    | 36. | 30. ledna 2010     | Australian Open, Melbourne, Austrálie (5) | tvrdý      | Justine Heninová           | 6–4, 3–6, 6–2       |
| Vítězka    | 37. | 3. července 2010   | Wimbledon, Londýn, Spojené království (4) | tráva      | Věra Zvonarevová           | 6–3, 6–2            |
| Vítězka    | 38. | 31. července 2011  | Stanford, Spojené státy                   | tvrdý      | Marion Bartoliová          | 7–5, 6–1            |
| Vítězka    | 39. | 14. srpna 2011     | Toronto, Kanada (2)                       | tvrdý      | Samantha Stosurová         | 6–4, 6–2            |
| Finalistka | 15. | 11. září 2011      | US Open, New York, Spojené státy          | tvrdý      | Samantha Stosurová         | 2–6, 3–6            |
| Vítězka    | 40. | 8. dubna 2012      | Charleston, Spojené státy (2)             | antuka (z) | Lucie Šafářová             | 6–0, 6–1            |
| Vítězka    | 41. | 13. května 2012    | Madrid,Španělsko                          | antuka (m) | Viktoria Azarenková        | 6–1, 6–3            |
| Vítězka    | 42. | 7. července 2012   | Wimbledon, Londýn, Spojené království (5) | tráva      | Agnieszka Radwańská        | 6–1, 5–7, 6–2       |
| Vítězka    | 43. | 15. července 2012  | Stanford, Spojené státy                   | tvrdý      | Coco Vandewegheová         | 7–5, 6–3            |
| Vítězka    | 44. | 4. srpna 2012      | LOH – Londýn, Spojené království          | tráva      | Maria Šarapovová           | 6–0, 6–1            |
| Vítězka    | 45. | 9. září 2012       | US Open, New York, Spojené státy (4)      | tvrdý      | Viktoria Azarenková        | 6–2, 2–6, 7–5       |
| Vítězka    | 46. | 28. října 2012     | Turnaj mistryň, Istanbul, Turecko (3)     | tvrdý (h)  | Maria Šarapovová           | 6–4, 6–3            |
| Vítězka    | 47. | 5. ledna 2013      | Brisbane, Austrálie                       | tvrdý      | Anastasija Pavljučenkovová | 6–2, 6–1            |
| Finalistka | 16. | 17. února 2013     | Dauhá, Katar                              | tvrdý      | Viktoria Azarenková        | 6–7(6–8), 6–2, 3–6  |
| Vítězka    | 48. | 30. března 2013    | Miami, Spojené státy (6)                  | tvrdý      | Maria Šarapovová           | 4–6, 6–3, 6–0       |
| Vítězka    | 49. | 7. dubna 2013      | Charleston, Spojené státy (3)             | antuka (z) | Jelena Jankovićová         | 3–6, 6–0, 6–2       |
| Vítězka    | 50. | 12. května 2013    | Madrid, Španělsko (2)                     | antuka     | Maria Šarapovová           | 6–1, 6–4            |
| Vítězka    | 51. | 19. května 2013    | Řím, Itálie (3)                           | antuka     | Viktoria Azarenková        | 6–1, 6–3            |
| Vítězka    | 52. | 8. června 2013     | French Open, Paříž, Francie (2)           | antuka     | Maria Šarapovová           | 6–4, 6–4            |
| Vítězka    | 53. | 21. července 2013  | Båstad, Švédsko                           | antuka     | Johanna Larssonová         | 6–4, 6–1            |
| Vítězka    | 54. | 11. srpna 2013     | Toronto, Kanada (3)                       | tvrdý      | Sorana Cîrsteaová          | 6–2, 6–0            |
| Finalistka | 17. | 18. srpna 2013     | Cincinnati, Spojené státy                 | tvrdý      | Viktoria Azarenková        | 6–2, 2–6, 6–7(6–8)  |
| Vítězka    | 55. | 8. září 2013       | US Open, New York, Spojené státy (5)      | tvrdý      | Viktoria Azarenková        | 7–5, 6–7(6–8), 6–1  |
| Vítězka    | 56. | 6. října 2013      | Peking, Čína                              | tvrdý      | Jelena Jankovićová         | 6–2, 6–2            |
| Vítězka    | 57. | 27. října 2013     | Turnaj mistryň, Istanbul, Turecko (4)     | tvrdý (h)  | Li Na                      | 2–6, 6–3, 6–0       |
| Vítězka    | 58. | 4. ledna 2014      | Brisbane, Austrálie (2)                   | tvrdý      | Viktoria Azarenková        | 6–4, 7–5            |
| Vítězka    | 59. | 29. března 2014    | Miami, Spojené státy (7)                  | tvrdý      | Li Na                      | 7–5, 6–1            |
| Vítězka    | 60. | 18. května 2014    | Řím, Itálie (4)                           | antuka     | Sara Erraniová             | 6–3, 6–0            |
| Vítězka    | 61. | 3. srpna 2014      | Stanford, Spojené státy (3)               | tvrdý      | Angelique Kerberová        | 7–6(7–1), 6–3       |
| Vítězka    | 62. | 17. srpna 2014     | Cincinnati, Spojené státy                 | tvrdý      | Ana Ivanovićová            | 6–4, 6–1            |
| Vítězka    | 63. | 7. září 2014       | US Open, New York, Spojené státy (6)      | tvrdý      | Caroline Wozniacká         | 6–3, 6–3            |
| Vítězka    | 64. | 26. října 2014     | Turnaj mistryň, Singapur (5)              | tvrdý (h)  | Simona Halepová            | 6–3, 6–0            |
| Vítězka    | 65. | 31. ledna 2015     | Australian Open, Melbourne, Austrálie (6) | tvrdý      | Maria Šarapovová           | 6–3, 7–6(7–5)       |
| Vítězka    | 66. | 4. dubna 2015      | Miami, Spojené státy (8)                  | tvrdý      | Carla Suárezová Navarrová  | 6–2, 6–0            |
| Vítězka    | 67. | 6. června 2015     | French Open, Paříž, Francie (3)           | antuka     | Lucie Šafářová             | 6–3, 6–7(2–7), 6–2  |
| Vítězka    | 68. | 11. červnace 2015  | Wimbledon, Londýn, Spojené království (6) | tráva      | Garbiñe Muguruzaová        | 6–4, 6–4            |
| Vítězka    | 69. | 23. srpna 2015     | Cincinnati, Spojené státy (2)             | tvrdý      | Simona Halepová            | 6–3, 7–6(7–5)       |
| Finalistka | 18. | 30. ledna 2016     | Australian Open, Melbourne, Austrálie     | tvrdý      | Angelique Kerberová        | 4–6, 6–3, 4–6       |
| Finalistka | 19. | 19. března 2016    | Indian Wells, Spojené státy               | tvrdý      | Viktoria Azarenková        | 4–6, 4–6            |
| Vítězka    | 70. | 15. května 2016    | Řím, Itálie                               | antuka     | Madison Keysová            | 7–6(7–5), 6–3       |
| Finalistka | 20. | 4. června 2016     | French Open, Paříž, Francie               | antuka     | Garbiñe Muguruzaová        | 5–7, 4–6            |
| Vítězka    | 71. | 9. červnace 2016   | Wimbledon, Londýn, Spojené království (7) | tráva      | Angelique Kerberová        | 7–5, 6–3            |
| Vítězka    | 72. | 28. ledna 2017     | Australian Open, Melbourne, Austrálie (7) | tvrdý      | Venus Williamsová          | 6–4, 6–4            |
| Finalistka | 21. | 7. červnace 2018   | Wimbledon, Londýn, Spojené království     | tráva      | Angelique Kerberová        | 3–6, 3–6            |
| Finalistka | 22. | 8. září 2018       | US Open, New York, Spojené státy          | tvrdý      | Naomi Ósakaová             | 2–6, 4–6            |
| Finalistka | 23. | 13. červnace 2019  | Wimbledon, Londýn, Spojené království     | tráva      | Simona Halepová            | 2–6, 2–6            |
| Finalistka | 24  | 11. srpna 2019     | Toronto, Kanada                           | tvrdý      | Bianca Andreescuová        | 1-3 skreč           |
| Finalistka | 25. | 7. září 2019       | US Open, New York, Spojené státy          | tvrdý      | Bianca Andreescuová        | 3–6, 5–7            |
| Vítězka    | 73. | 12. ledna 2020     | Auckland, Nový Zéland                     | tvrdý      | Jessica Pegulaová          | 6–3, 6–4            |

### Čtyřhra: 25 (23 výher, 2 prohry)
| Stav       | č.  | datum            | turnaj                                    | povrch  | spoluhráčka            | soupeřky ve finále                            | výsledek           |
| ---------- | --- | ---------------- | ----------------------------------------- | ------- | ---------------------- | --------------------------------------------- | ------------------ |
| Vítězka    | 1.  | 1. března 1998   | Oklahoma City, Spojené státy              | tvrdý   | Venus Williamsová      | Kristine Kunceová Catalina Cristeová          | 7–5, 6–2           |
| Vítězka    | 2.  | 18. října 1998   | Curych, Švýcarsko                         | koberec | Venus Williamsová      | Jelena Tatarkovová Mariaan Deová              | 5–7, 6–1, 6–3      |
| Vítězka    | 3.  | 21. února 1999   | Hannover, Německo                         | koberec | Venus Williamsová      | Nathalie Tauziatová Alexandra Fusaiová        | 5–7, 6–2, 6–2      |
| Vítězka    | 4.  | 6. června 1999   | French Open, Paříž, Francie               | antuka  | Venus Williamsová      | Anna Kurnikovová Martina Hingisová            | 6–3, 6–7(2–7), 8–6 |
| Finalistka | 1.  | 8. srpna 1999    | San Diego, Spojené státy                  | tvrdý   | Venus Williamsová      | Corina Morariuová Lindsay Davenportová        | 6–4, 6–1           |
| Vítězka    | 5.  | 12. září 1999    | US Open, New York, Spojené státy          | tvrdý   | Venus Williamsová      | Sandrine Testudová Chanda Rubinová            | 4–6, 6–1, 6–4      |
| Vítězka    | 6.  | 9. července 2000 | Wimbledon, Londýn, Spojené království     | tráva   | Venus Williamsová      | Ai Sugijamová Julie Halardová                 | 6–3, 6–2           |
| Vítězka    | 7.  | 18. října 2000   | LOH – Sydney, Austrálie                   | tvrdý   | Venus Williamsová      | Miriam Oremansová Kristie Boogertová          | 6–1, 6–1           |
| Vítězka    | 8.  | 28. ledna 2001   | Australian Open, Melbourne, Austrálie     | tvrdý   | Venus Williamsová      | Corina Morariuová Lindsay Davenportová        | 6–2, 4–6, 6–4      |
| Vítězka    | 9.  | 7. července 2002 | Wimbledon, Londýn, Spojené království (2) | tráva   | Venus Williamsová      | Paola Suárezová Virginia R. Pascualová        | 6–2, 7–5           |
| Vítězka    | 10. | 29. září 2002    | Lipsko, Německo                           | koberec | Alexandra Stevensonová | Paola Suárezová Janette Husárová              | 6–3, 7–5           |
| Vítězka    | 11. | 26. ledna 2003   | Australian Open, Melbourne, Austrálie (2) | tvrdý   | Venus Williamsová      | Paola Suárezová Virginia R. Pascualová        | 4–6, 6–4, 6–3      |
| Vítězka    | 12. | 6. července 2008 | Wimbledon, Londýn, Spojené království (3) | tráva   | Venus Williamsová      | Lisa Raymondová Samantha Stosurová            | 6–2, 6–2           |
| Vítězka    | 13. | 17. srpna 2008   | LOH – Peking, Čína                        | tvrdý   | Venus Williamsová      | Anabel M. Garriguesová Virginia R. Pascualová | 6–2, 6–0           |
| Vítězka    | 14. | 30. ledna 2009   | Australian Open, Melbourne, Austrálie (3) | tvrdý   | Venus Williamsová      | Ai Sugijamová Daniela Hantuchová              | 6–3, 6–3           |
| Vítězka    | 15. | 4. července 2009 | Wimbledon, Londýn, Spojené království (4) | tráva   | Venus Williamsová      | Samantha Stosurová Rennae Stubbsová           | 7–6(7–4), 6–4      |
| Vítězka    | 16. | 2. srpna 2009    | Stanford, Spojené státy                   | tvrdý   | Venus Williamsová      | Čan Jung-žan Monica Niculescuová              | 6–4, 6–1           |
| Vítězka    | 17. | 14. září 2009    | US Open, New York, Spojené státy (2)      | tvrdý   | Venus Williamsová      | Cara Blacková Liezel Huberová                 | 6–2, 6–2           |
| Vítězka    | 18. | 29. ledna 2010   | Australian Open, Melbourne, Austrálie (4) | tvrdý   | Venus Williamsová      | Cara Blacková Liezel Huberová                 | 6–4, 6–3           |
| Vítězka    | 19. | 15. května 2010  | Madrid, Španělsko                         | antuka  | Venus Williamsová      | Gisela Dulková Flavia Pennettaová             | 6–2, 7–5           |
| Vítězka    | 20. | 3. června 2010   | French Open, Paříž, Francie (2)           | antuka  | Venus Williamsová      | Květa Peschkeová Katarina Srebotniková        | 6–2, 6–3           |
| Vítězka    | 21. | 7. červnace 2012 | Wimbledon, Londýn, Spojené království (5) | tráva   | Venus Williamsová      | Andrea Hlaváčková Lucie Hradecká              | 7–5, 6–4           |
| Vítězka    | 22. | 5. srpna 2012    | LOH – Londýn, Spojené království          | tráva   | Venus Williamsová      | Andrea Hlaváčková Lucie Hradecká              | 6–4, 6–4           |
| Vítězka    | 6.  | 9. července 2016 | Wimbledon, Londýn, Spojené království (6) | tráva   | Venus Williamsová      | Tímea Babosová Jaroslava Švedovová            | 6–3, 6–4           |
| Finalistka | 2.  | 12. ledna 2020   | Auckland, Nový Zéland                     | tvrdý   | Caroline Wozniacká     | Asia Muhammadová Taylor Townsendová           | 4–6, 4–6           |

## Chronologie výsledků

### Ženská dvouhra
| Turnaj                                 | 1997        | 1998        | 1999        | 2000        | 2001        | 2002        | 2003        | 2004        | 2005        | 2006        | 2007        | 2008        | 2009        | 2010        | 2011        | 2012       | 2013        | 2014        | 2015        | 2016    | 2017            | 2018            | 2019            | 2020        | 2021       | 2022       | SR       | V–P      |
| -------------------------------------- | ----------- | ----------- | ----------- | ----------- | ----------- | ----------- | ----------- | ----------- | ----------- | ----------- | ----------- | ----------- | ----------- | ----------- | ----------- | ---------- | ----------- | ----------- | ----------- | ------- | --------------- | --------------- | --------------- | ----------- | ---------- | ---------- | -------- | -------- |
| Grand Slam                             |             |             |             |             |             |             |             |             |             |             |             |             |             |             |             |            |             |             |             |         |                 |                 |                 |             |            |            |          |          |
| Australian Open                        | A           | 2R          | 3R          | 4R          | ČF          | A           | Vítěz       | A           | Vítěz       | 3R          | Vítěz       | ČF          | Vítěz       | Vítěz       | A           | 4R         | ČF          | 4R          | Vítěz       | F       | Vítěz           | A               | ČF              | 3R          | SF         | A          | 7 / 20   | 92–13    |
| French Open                            | A           | 4R          | 3R          | A           | ČF          | Vítěz       | SF          | ČF          | A           | A           | ČF          | 3R          | ČF          | ČF          | A           | 1R         | Vítěz       | 2R          | Vítěz       | F       | A               | 4R              | 3R              | 2R          | 4R         | A          | 3 / 19   | 69–14    |
| Wimbledon                              | A           | 3R          | A           | SF          | ČF          | Vítěz       | Vítěz       | F           | 3R          | A           | ČF          | F           | Vítěz       | Vítěz       | 4R          | Vítěz      | 4R          | 3R          | Vítěz       | Vítěz   | A               | F               | F               | NH          | 1R         | 1R         | 7 / 21   | 98–14    |
| US Open                                | A           | 3R          | Vítěz       | ČF          | F           | Vítěz       | A           | ČF          | 4R          | 4R          | ČF          | Vítěz       | SF          | A           | F           | Vítěz      | Vítěz       | Vítěz       | SF          | SF      | A               | F               | F               | SF          | A          | 3R         | 6 / 21   | 108–15   |
| výhry–prohry                           | 0–0         | 8–4         | 11–2        | 12–3        | 18–4        | 21–0        | 19–1        | 14–3        | 12–2        | 5–2         | 19–3        | 19–3        | 23–2        | 18–1        | 9–2         | 17–2       | 21–2        | 13–3        | 26–1        | 24–3    | 7–0             | 15–2            | 18–4            | 8–2         | 8–3        | 2–2        | 23 / 81  | 367-56   |
| Letní olympijské hry                   |             |             |             |             |             |             |             |             |             |             |             |             |             |             |             |            |             |             |             |         |                 |                 |                 |             |            |            |          |          |
| Letní olympiáda                        | nekonaly se | nekonaly se | nekonaly se | A           | nekonaly se | nekonaly se | nekonaly se | A           | nekonaly se | nekonaly se | nekonaly se | ČF          | nekonaly se | nekonaly se | nekonaly se | Vítěz      | nekonaly se | nekonaly se | nekonaly se | 3R      | nekonaly se     | nekonaly se     | nekonaly se     | nekonaly se | A          | NH         | 1 / 3    | 11–2     |
| Turnaj mistryň                         |             |             |             |             |             |             |             |             |             |             |             |             |             |             |             |            |             |             |             |         |                 |                 |                 |             |            |            |          |          |
| Turnaj mistryň                         | nehrála     | nehrála     | nehrála     | nehrála     | Vítěz       | F           | A           | F           | nehrála     | nehrála     | RR          | RR          | Vítěz       | A           | A           | Vítěz      | Vítěz       | Vítěz       | nehrála     | nehrála | nekvalifikována | nekvalifikována | nekvalifikována | NH          | A          | A          | 5 / 9    | 29–6     |
| WTA 1000 (dříve WTA Premier Mandatory) |             |             |             |             |             |             |             |             |             |             |             |             |             |             |             |            |             |             |             |         |                 |                 |                 |             |            |            |          |          |
| Indian Wells                           | LQ          | A           | Vítěz       | ČF          | Vítěz       | bojkot      | bojkot      | bojkot      | bojkot      | bojkot      | bojkot      | bojkot      | bojkot      | bojkot      | bojkot      | bojkot     | bojkot      | bojkot      | SF          | F       | A               | 3R              | 3R              | NH          | A          | A          | 2 / 7    | 26–5     |
| Miami                                  | A           | ČF          | F           | 4R          | ČF          | Vítěz       | Vítěz       | Vítěz       | ČF          | A           | Vítěz       | Vítěz       | F           | A           | A           | ČF         | Vítěz       | Vítěz       | Vítěz       | 4R      | A               | 1R              | 3R              | NH          | A          | A          | 8 / 18   | 76–9     |
| Madrid                                 | nekonal se  | nekonal se  | nekonal se  | nekonal se  | nekonal se  | nekonal se  | nekonal se  | nekonal se  | nekonal se  | nekonal se  | nekonal se  | nekonal se  | 1R          | 3R          | A           | Vítěz      | Vítěz       | ČF          | SF          | nehrála | nehrála         | nehrála         | nehrála         | NH          | A          | A          | 2 / 6    | 20–3     |
| Peking                                 | nekonal se  | nekonal se  | nekonal se  | nekonal se  | nekonal se  | nekonal se  | nekonal se  | ne v Tier 1 | ne v Tier 1 | ne v Tier 1 | ne v Tier 1 | ne v Tier 1 | 3R          | nehrála     | nehrála     | nehrála    | Vítěz       | ČF          | nehrála     | nehrála | nehrála         | nehrála         | nehrála         | nekonal se  | nekonal se | nekonal se | 1 / 3    | 11–2     |
| WTA 1000 (dříve Premier 5)             |             |             |             |             |             |             |             |             |             |             |             |             |             |             |             |            |             |             |             |         |                 |                 |                 |             |            |            |          |          |
| Dubaj                                  | nekonal se  | nekonal se  | nekonal se  | nekonal se  | ne v Tier I | ne v Tier I | ne v Tier I | ne v Tier I | ne v Tier I | ne v Tier I | ne v Tier I | ne v Tier I | SF          | A           | A           | NP5        | NP5         | NP5         | A           | NP5     | A               | NP5             | A               | NP5         | A          | NW1        | 0 / 1    | 3–1      |
| Dauhá                                  | ne v Tier I | ne v Tier I | ne v Tier I | ne v Tier I | ne v Tier I | ne v Tier I | ne v Tier I | ne v Tier I | A           | NP5         | NP5         | NP5         | NP5         | NP5         | NP5         | A          | F           | A           | NP5         | A       | NP5             | A               | NP5             | A           | NW1        | A          | 0 / 1    | 4–1      |
| Řím                                    | A           | ČF          | ČF          | A           | A           | Vítěz       | SF          | SF          | 2R          | A           | ČF          | ČF          | 2R          | SF          | A           | SF         | Vítěz       | Vítěz       | 3R          | Vítěz   | A               | A               | 2R              | A           | 2R         | A          | 4 / 17   | 44–9     |
| Montreal / Toronto                     | A           | A           | A           | F           | Vítěz       | A           | A           | A           | 3R          | A           | A           | A           | SF          | A           | Vítěz       | A          | Vítěz       | SF          | SF          | A       | A               | A               | F               | NH          | A          | 2R         | 3 / 10   | 35–7     |
| Cincinnati                             | nekonal se  | nekonal se  | nekonal se  | nekonal se  | nekonal se  | nekonal se  | nekonal se  | ne v Tier I | ne v Tier I | ne v Tier I | ne v Tier I | ne v Tier I | 3R          | A           | 2R          | ČF         | F           | Vítěz       | Vítěz       | A       | A               | 2R              | A               | 3R          | A          | 1R         | 2 / 9    | 20–6     |
| Wu-chan                                | nekonal se  | nekonal se  | nekonal se  | nekonal se  | nekonal se  | nekonal se  | nekonal se  | nekonal se  | nekonal se  | nekonal se  | nekonal se  | nekonal se  | nekonal se  | nekonal se  | nekonal se  | nekonal se | nekonal se  | 2R          | nehrála     | nehrála | nehrála         | nehrála         | nehrála         | nekonal se  | nekonal se | nekonal se | 0 / 1    | 0–1      |
| Celkové statistiky                     |             |             |             |             |             |             |             |             |             |             |             |             |             |             |             |            |             |             |             |         |                 |                 |                 |             |            |            |          |          |
| Turnaje                                | 5           | 11          | 12          | 11          | 10          | 13          | 7           | 12          | 10          | 4           | 12          | 13          | 16          | 6           | 6           | 13         | 15          | 16          | 11          | 8       | 2               | 7               | 8               | 6           | 6          | 4          | 240      | 240      |
| Tvrdý v–p                              | 2–2         | 19–7        | 29–4        | 25–5        | 30–5        | 25–2        | 15–0        | 23–5        | 16–4        | 12–4        | 22–4        | 27–5        | 39–8        | 10–1        | 18–1        | 28–3       | 47–3        | 41–5        | 30–2        | 20–5    | 8–1             | 9–5             | 16–4            | 16–5        | 8–1        | 3–3        | 541–95   | 541–95   |
| Antuka v–p                             | 0–0         | 6–2         | 7–3         | 0–1         | 4–1         | 17–2        | 12–3        | 10–3        | 2–2         | 0–0         | 6–3         | 11–2        | 4–4         | 8–3         | 0–0         | 17–1       | 28–0        | 9–2         | 16–1        | 11–1    | 0–0             | 3–0             | 3–1             | 1–0         | 4–3        | 0–0        | 179–38   | 179–38   |
| Tráva v–p                              | 0–0         | 4–2         | 0–0         | 5–1         | 4–1         | 7–0         | 7–0         | 6–1         | 2–1         | 0–0         | 4–1         | 6–1         | 7–0         | 7–0         | 4–2         | 13–0       | 3–1         | 2–1         | 7–0         | 7–0     | 0–0             | 6–1             | 6–1             | 0–0         | 0–1        | 0–1        | 107–16   | 107–16   |
| Koberec v–p                            | 7–3         | 0–0         | 5–0         | 7–1         | 0–0         | 7–1         | 4–0         | 0–0         | 1–0         | 0–0         | 3–2         | 0–0         | 0–0         | 0–0         | 0–0         | 0–0        | 0–0         | 0–0         | 0–0         | 0–0     | 0–0             | 0–0             | 0–0             | 0–0         | 0–0        | 0–0        | 34–7     | 34–7     |
| Celkem v–p                             | 9–5         | 29–11       | 41–7        | 37–8        | 38–7        | 56–5        | 38–3        | 39–9        | 21–7        | 12–4        | 35–10       | 44–8        | 50–12       | 25–4        | 22–3        | 58–4       | 78–4        | 52–8        | 53–3        | 38–6    | 8–1             | 18–6            | 25–6            | 17–5        | 12–5       | 3–4        | 849–152  | 849–152  |
| % výher                                | 64 %        | 73 %        | 85 %        | 82 %        | 84 %        | 92 %        | 93 %        | 81 %        | 75 %        | 75 %        | 78 %        | 85 %        | 81 %        | 86 %        | 88 %        | 94 %       | 95 %        | 87 %        | 95 %        | 86 %    | 89 %            | 75 %            | 81 %            | 76 %        | 70 %       | 43 %       | 84, 82 % | 84, 82 % |
| Konečný žebříček                       | 99.         | 20.         | 4.          | 6.          | 6.          | 1.          | 3.          | 7.          | 11.         | 95.         | 7.          | 2.          | 1.          | 4.          | 12.         | 3.         | 1.          | 1.          | 1.          | 2.      | 22.             | 16.             | 10.             | 11.         | 41.        |            | –        | –        |

| Legenda | Legenda                                   | Legenda | Legenda                     |
| ------- | ----------------------------------------- | ------- | --------------------------- |
| SR      | poměr vyhraných turnajů ku všem odehraným | W–L V–P | výhry–prohry                |
| NH      | daný rok se turnaj nekonal                | A       | turnaje se hráč nezúčastnil |
| 1Q / LQ | prohra v (kole) kvalifikace               | 1k / 1R | prohra v daném kole turnaje |
| QF / ČF | prohra ve čtvrtfinále                     | SF      | prohra v semifinále         |
| F       | prohra ve finále                          | Vítěz   | vítězství v turnaji         |

### Ženská čtyřhra
| Turnaj          | 1997 | 1998 | 1999  | 2000    | 2001    | 2002    | 2003    | 2004    | 2005    | 2006    | 2007    | 2008    | 2009  | 2010    | 2011    | 2012    | 2013    | 2014    | 2015    | 2016  | 2017 | 2018 | Celkově V/P |
| --------------- | ---- | ---- | ----- | ------- | ------- | ------- | ------- | ------- | ------- | ------- | ------- | ------- | ----- | ------- | ------- | ------- | ------- | ------- | ------- | ----- | ---- | ---- | ----------- |
| Grand Slam      |      |      |       |         |         |         |         |         |         |         |         |         |       |         |         |         |         |         |         |       |      |      |             |
| Australian Open | A    | 3K   | SF    | A       | Vítěz   | A       | Vítěz   | nehrála | nehrála | nehrála | nehrála | ČF      | Vítěz | Vítěz   | A       | A       | ČF      | A       | A       | A     | A    | A    | 36–3        |
| French Open     | A    | A    | Vítěz | nehrála | nehrála | nehrála | nehrála | nehrála | nehrála | nehrála | nehrála | nehrála | 3K    | Vítěz   | nehrála | nehrála | nehrála | nehrála | nehrála | 3K    | A    | 3K   | 17–3        |
| Wimbledon       | A    | 1K   | A     | Vítěz   | 3K      | Vítěz   | 3K      | nehrála | nehrála | nehrála | 2K      | Vítěz   | Vítěz | ČF      | A       | Vítěz   | A       | 2K      | A       | Vítěz | A    | A    | 45–3        |
| US Open         | 1K   | A    | Vítěz | SF      | 3K      | nehrála | nehrála | nehrála | nehrála | nehrála | nehrála | nehrála | Vítěz | nehrála | nehrála | 3K      | SF      | ČF      | A       | A     | A    | A    | 27–6        |
| výhry–prohry    | 0–1  | 2–1  | 16–1  | 10–0    | 10–1    | 6–0     | 8–1     | 0–0     | 0–0     | 0–0     | 1–0     | 9–1     | 20–1  | 14–1    | 0–0     | 8–1     | 7–2     | 5–2     | 0–0     | 8–1   | 0–0  | 2–1  | 125–15      |

### Smíšená čtyřhra
| Grand Slam      |   |       |   |   |    |   |    |     |
| Australian Open | A | 1K    | F | A | A  | A | A  | 5–2 |
| French Open     | A | F     | A | A | 1R | A | A  | 5–2 |
| Wimbledon       | A | Vítěz | A | A | A  | A | 3R | 8–1 |
| US Open         | A | Vítěz | A | A | A  | A | A  | 6–0 |

## Finanční odměny
| sezóna               | tituly     | tituly   | tituly | výdělek           | pořadí |
| sezóna               | Grand Slam | WTA Tour | celkem | (americké dolary) | pořadí |
| -------------------- | ---------- | -------- | ------ | ----------------- | ------ |
| 1995–97              | 0          | 0        | 0      | 28 230            | n/a    |
| 1998                 | 0          | 0        | 0      | 324 974           | 21.    |
| 1999                 | 1          | 4        | 5      | 2 605 102         | 3.     |
| 2000                 | 0          | 3        | 3      | 1 026 818         | 7.     |
| 2001                 | 0          | 3        | 3      | 2 136 263         | 3.     |
| 2002                 | 3          | 5        | 8      | 3 935 668         | 1.     |
| 2003                 | 2          | 2        | 4      | 2 504 871         | 3.     |
| 2004                 | 0          | 2        | 2      | 2 251 798         | 2.     |
| 2005                 | 1          | 0        | 1      | 1 076 226         | 12.    |
| 2006                 | 0          | 0        | 0      | 131 705           | 110.   |
| 2007                 | 1          | 1        | 2      | 2 102 642         | 3.     |
| 2008                 | 1          | 3        | 4      | 3 852 173         | 1.     |
| 2009                 | 2          | 1        | 3      | 6 545 586         | 1.     |
| 2010                 | 2          | 0        | 2      | 4 266 011         | 3.     |
| 2011                 | 0          | 2        | 2      | 1 978 930         | 10.    |
| 2012                 | 2          | 5        | 7      | 7 045 975         | 2.     |
| 2013                 | 2          | 9        | 11     | 12 385 572        | 1.     |
| 2014                 | 1          | 6        | 7      | 9 317 298         | 1.     |
| 2015                 | 3          | 2        | 5      | 10 582 642        | 1.     |
| 2016                 | 1          | 1        | 2      | 7 690 639         | 1.     |
| 2017                 | 1          | 0        | 1      | 2 704 680         | 13.    |
| 2018                 | 0          | 0        | 0      | 3 770 170         | 7.     |
| 2019                 | 0          | 0        | 0      | 4 310 515         | 4.     |
| 2020                 | 0          | 1        | 0      | 998 306           | 9.     |
| Celkově              | 23         | 50       | 73     | 93 542 122        | 1.     |
| ̈Stav k 14. září 2020 |            |          |        |                   |        |

## Poměr vzájemných zápasů

### Poměr s hráčkami do 10. místa žebříčku WTA
| Hráčka                                     | poměr   | úspěšnost | tvrdý         | antuka       | tráva        | koberec     |
| Hráčky postavené nejvýše na 1. místě       |         |           |               |              |              |             |
| Ashleigh Bartyová                          | 2–0     | 100 %     | 1–0           | 1–0          | 0–0          | 0–0         |
| Maria Šarapovová                           | 20–2    | 91 %      | 13–1          | 4–0          | 3–1          | 0–0         |
| Caroline Wozniacká                         | 10–1    | 91 %      | 8–1           | 1–0          | 1–0          | 0–0         |
| / Ana Ivanovićová                          | 9–1     | 90 %      | 8–1           | 1–0          | 0–0          | 0–0         |
| Dinara Safinová                            | 6–1     | 86 %      | 5–0           | 1–1          | 0–0          | 0–0         |
| Simona Halepová                            | 10–2    | 83 %      | 8–1           | 1–0          | 1–1          | 0–0         |
| Amélie Mauresmová                          | 10–2    | 83 %      | 6–1           | 1–1          | 3–0          | 0–0         |
| / Monika Selešová                          | 4–1     | 80 %      | 3–1           | 0–0          | 0–0          | 1–0         |
| Viktoria Azarenková                        | 18–5    | 78 %      | 10–5          | 4–0          | 4–0          | 0–0         |
| Kim Clijstersová                           | 7–2     | 78 %      | 7–2           | 0–0          | 0–0          | 0–0         |
| Lindsay Davenportová                       | 10–4    | 71 %      | 8–3           | 1–0          | 0–0          | 1–1         |
| / Jelena Jankovićová                       | 10–4    | 71 %      | 8–3           | 1–1          | 1–0          | 0–0         |
| Angelique Kerberová                        | 6–3     | 67 %      | 5–2           | 0–0          | 1–1          | 0–0         |
| Venus Williamsová                          | 19–12   | 61 %      | 12–9          | 2–1          | 4–2          | 1–0         |
| Jennifer Capriatiová                       | 10–7    | 59 %      | 5–3           | 3–3          | 2–1          | 0–0         |
| Justine Heninová                           | 8–6     | 57 %      | 5–1           | 1–4          | 1–1          | 1–0         |
| Martina Hingisová                          | 7–6     | 54 %      | 7–5           | 0–1          | 0–0          | 0–0         |
| Garbiñe Muguruzaová                        | 3–3     | 50 %      | 2–1           | 0–2          | 1–0          | 0–0         |
| Karolína Plíšková                          | 2–2     | 50 %      | 2–2           | 0–0          | 0–0          | 0–0         |
| Steffi Grafová                             | 1–1     | 50 %      | 1–1           | 0–0          | 0–0          | 0–0         |
| Arantxa Sánchezová Vicariová               | 3–4     | 43 %      | 2–1           | 0–2          | 0–1          | 1–0         |
| Naomi Ósakaová                             | 1–3     | 25 %      | 1–3           | 0–0          | 0–0          | 0–0         |
| Hráčky postavené nejvýše na 2. místě       |         |           |               |              |              |             |
| Agnieszka Radwańská                        | 10–0    | 100 %     | 7–0           | 1–0          | 2–0          | 0–0         |
| Conchita Martínezová                       | 5–0     | 100 %     | 2–0           | 3–0          | 0–0          | 0–0         |
| Anastasija Myskinová                       | 5–0     | 100 %     | 2–0           | 1–0          | 0–0          | 2–0         |
| Jana Novotná                               | 1–0     | 91 %      | 1–0           | 0–0          | 0–0          | 0–0         |
| Li Na                                      | 11–1    | 92 %      | 10–1          | 0–0          | 1–0          | 0–0         |
| Věra Zvonarevová                           | 8–2     | 80 %      | 4–1           | 2–0          | 2–1          | 0–0         |
| Světlana Kuzněcovová                       | 10–3    | 77 %      | 5–2           | 3–1          | 1–0          | 1–0         |
| Petra Kvitová                              | 5–2     | 71 %      | 3–1           | 0–1          | 2–0          | 0–0         |
| Hráčky postavené nejvýše na 3. místě       |         |           |               |              |              |             |
| Amanda Coetzerová                          | 1–0     | 100 %     | 1–0           | 0–0          | 0–0          | 0–0         |
| Sloane Stephensová                         | 6–1     | 86 %      | 4–1           | 2–0          | 0–0          | 0–0         |
| Mary Pierceová                             | 5–1     | 83 %      | 1–1           | 3–0          | 0–0          | 1–0         |
| Elina Svitolinová                          | 5–1     | 83 %      | 3–1           | 2–0          | 0–0          | 0–0         |
| Naděžda Petrovová                          | 7–3     | 70 %      | 5–1           | 2–2          | 0–0          | 0–0         |
| Nathalie Tauziatová                        | 2–1     | 67 %      | 1–1           | 1–0          | 0–0          | 0–0         |
| Jelena Dementěvová                         | 7–5     | 58 %      | 5–4           | 0–0          | 2–0          | 0–1         |
| Hráčky postavené nejvýše na 4. místě       |         |           |               |              |              |             |
| Dominika Cibulková                         | 5–0     | 100 %     | 3–0           | 1–0          | 1–0          | 0–0         |
| / Jelena Dokićová                          | 4–0     | 100 %     | 2–0           | 1–0          | 0–0          | 1–0         |
| Magdalena Malejevová                       | 4–0     | 100 %     | 2–0           | 1–0          | 1–0          | 0–0         |
| Kiki Bertensová                            | 3–0     | 100 %     | 2–0           | 1–0          | 0–0          | 0–0         |
| Caroline Garciaová                         | 3–0     | 100 %     | 1–0           | 1–0          | 1–0          | 0–0         |
| Kimiko Dateová                             | 1–0     | 100 %     | 0–0           | 0–0          | 1–0          | 0–0         |
| Iva Majoliová                              | 1–0     | 100 %     | 1–0           | 0–0          | 0–0          | 0–0         |
| Francesca Schiavoneová                     | 7–2     | 78 %      | 5–0           | 1–2          | 1–0          | 0–0         |
| Samantha Stosurová                         | 8–3     | 73 %      | 7–2           | 1–1          | 0–0          | 0–0         |
| Belinda Bencicová                          | 2–1     | 67 %      | 1–1           | 1–0          | 0–,          | 0–0         |
| Johanna Kontaová                           | 1–1     | 50 %      | 1–1           | 0–0          | 0–0          | 0–0         |
| Mary Joe Fernandezová                      | 0–1     | 0 %       | 0–0           | 0–1          | 0–0          | 0–0         |
| Sofia Keninová                             | 0–1     | 0 %       | 0–0           | 0–1          | 0–0          | 0–0         |
| Bianca Andreescuová                        | 0–2     | 0 %       | 0–2           | 0–0          | 0–0          | 0–0         |
| Hráčky postavené nejvýše na 5. místě       |         |           |               |              |              |             |
| Lucie Šafářová                             | 10–0    | 100 %     | 7–0           | 3–0          | 0–0          | 0–0         |
| Sara Erraniová                             | 9–0     | 100 %     | 3–0           | 6–0          | 0–0          | 0–0         |
| Eugenie Bouchardová                        | 3–0     | 100 %     | 3–0           | 0–0          | 0–0          | 0–0         |
| Jeļena Ostapenková                         | 1–0     | 100 %     | 1–0           | 0–0          | 0–0          | 0–0         |
| Daniela Hantuchová                         | 9–1     | 900 %     | 6–1           | 0–0          | 3–0          | 0–0         |
| Anna Čakvetadzeová                         | 1–1     | 50 %      | 0–1           | 0–0          | 1–0          | 0–0         |
| Hráčky postavené nejvýše na 6. místě       |         |           |               |              |              |             |
| Flavia Pennettaová                         | 7–0     | 100 %     | 6–0           | 1–0          | 0–0          | 0–0         |
| Carla Suárezová Navarrová                  | 7–0     | 100 %     | 3–0           | 3–0          | 1–0          | 0–0         |
| Chanda Rubinová                            | 1–1     | 50 %      | 0–1           | 0–0          | 1–0          | 0–0         |
| Hráčky postavené nejvýše na 7. místě       |         |           |               |              |              |             |
| Julie Halardová-Decugisová                 | 4–0     | 100 %     | 2–0           | 0–0          | 0–0          | 2–0         |
| Nicole Vaidišová                           | 4–0     | 100 %     | 3–0           | 0–0          | 0–0          | 1–0         |
| Madison Keysová                            | 3–0     | 100 %     | 2–0           | 1–0          | 0–0          | 0–0         |
| Barbara Schettová                          | 3–0     | 100 %     | 1–0           | 2–0          | 0–0          | 0–0         |
| Aryna Sabalenková                          | 1–0     | 100 %     | 1–0           | 0–0          | 0–0          | 0–0         |
| Roberta Vinciová                           | 4–1     | 80 %      | 2–1           | 1–0          | 1–0          | 0–0         |
| Marion Bartoliová                          | 3–1     | 75 %      | 3–0           | 0–0          | 0–1          | 0–0         |
| Irina Spîrleaová                           | 3–1     | 75 %      | 2–1           | 1–0          | 0–0          | 0–0         |
| Patty Schnyderová                          | 8–4     | 167 %     | 6–0           | 0–3          | 0–0          | 2–1         |
| Hráčky postavené nejvýše na 8. místě       |         |           |               |              |              |             |
| Ai Sugijamová                              | 4–0     | 100 %     | 2–0           | 1–0          | 1–0          | 0–0         |
| Anna Kurnikovová                           | 2–0     | 100 %     | 2–0           | 0–0          | 0–0          | 0–0         |
| Alicia Moliková                            | 2–0     | 100 %     | 1–0           | 0–0          | 1–0          | 0–0         |
| Jekatěrina Makarovová                      | 5–1     | 83 %      | 5–1           | 0–0          | 0–0          | 00–0        |
| Hráčky postavené nejvýše na 9. místě       |         |           |               |              |              |             |
| Julia Görgesová                            | 5–0     | 100 %     | 1–0           | 2–0          | 2–0          | 0–0         |
| Andrea Petkovicová                         | 5–0     | 100 %     | 3–0           | 2–0          | 0–0          | 0–0         |
| Timea Bacsinszká                           | 3–0     | 100 %     | 1–0           | 2–0          | 0–0          | 0–0         |
| Coco Vandewegheová                         | 3–0     | 100 %     | 3–0           | 0–0          | 0–0          | 0–0         |
| Sandrine Testudová                         | 5–3     | 63 %      | 4–3           | 0–0          | 0–0          | 1–0         |
| Dominique Monamiová                        | 1–1     | 50 %      | 0–0           | 1–0          | 0–0          | 0–1         |
| Paola Suárezová                            | 0–1     | 0 %       | 0–0           | 0–1          | 0–0          | 0–0         |
| Hráčky umístěné nejvýše na 10. místě       |         |           |               |              |              |             |
| Maria Kirilenková                          | 8–0     | 100 %     | 4–0           | 3–0          | 1–0          | 0–0         |
| Kristina Mladenovicová                     | 2–0     | 100 %     | 0–0           | 1–0          | 1–0          | 0–0         |
| Darja Kasatkinová                          | 1–0     | 100 %     | 1–0           | 0–0          | 0–0          | 0–0         |
| Barbara Paulusová                          | 1–0     | 100 %     | 1–0           | 0–0          | 0–0          | -           |
| Celkem                                     | 431–119 | 78 %      | 285–76 (79 %) | 80–29 (73 %) | 50–10 (83 %) | 16–4 (80 %) |
| tučně aktivní hráčky;stav k 25. únoru 2021 |         |           |               |              |              |             |

## Postavení na konečném žebříčku WTA

### Dvouhra
| Rok    | 1997 | 1998  | 1999 | 2000 | 2001 | 2002 | 2003 | 2004 | 2005  | 2006  | 2007 | 2008 | 2009 | 2010 | 2011  | 2012 | 2013 | 2014 | 2015 | 2016 | 2017  | 2018  |
| Pořadí | 99.  | ▲ 20. | ▲ 4. | ▼ 6. | ▬ 6. | ▲ 1. | ▼ 3. | ▼ 7. | ▼ 11. | ▼ 95. | ▲ 7. | ▲ 2. | ▲ 1. | ▼ 4. | ▼ 12. | ▲ 3. | ▲ 1. | ▬ 1. | ▬ 1. | ▼ 2. | ▼ 22. | ▲ 16. |